# Herrarnas singelsculler i rodd vid olympiska sommarspelen 2008
Herrarnas singelsculler i rodd vid olympiska sommarspelen 2008 avgjordes mellan den 9 och 16 augusti 2008.

## Medaljörer
| Gren          | Guld             | Silver             | Brons               |
| Singelsculler | Olaf Tufte (NOR) | Ondřej Synek (CZE) | Mahé Drysdale (NZL) |

## Resultat

### Heat

#### Heat 1
| Placering | Idrottare              | Land      | Tid     | Noteringar |
| --------- | ---------------------- | --------- | ------- | ---------- |
| 1         | Tim Maeyens            | Belgien   | 7:16,60 | Q          |
| 2         | Andre Vonarburg        | Schweiz   | 7:26,21 | Q          |
| 3         | Ioannis Christou       | Grekland  | 7:29,86 | Q          |
| 4         | Santiago Fernández     | Argentina | 7:38,87 | Q          |
| 5         | Mohsen Shadi           | Iran      | 7:48,24 | SE/F       |
| 6         | Matthew Lidaywa Mwange | Kenya     | 8:16,09 | SE/F       |

#### Heat 2
| Placering | Idrottare                  | Land        | Tid     | Noteringar |
| --------- | -------------------------- | ----------- | ------- | ---------- |
| 1         | Mahé Drysdale              | Nya Zeeland | 7:28,80 | Q          |
| 2         | Anderson Nocetti           | Brasilien   | 7:35,52 | Q          |
| 3         | Oscar Vasquez              | Chile       | 7:39,58 | Q          |
| 4         | Andrei Jämsä               | Estland     | 7:48,24 | Q          |
| 5         | Dhison Alexander Hernandez | Venezuela   | 7:54,52 | SE/F       |
| -         | Zhang Liang                | Kina        | DNS     |            |

#### Heat 3
| Placering | Idrottare                | Land     | Tid     | Noteringar |
| --------- | ------------------------ | -------- | ------- | ---------- |
| 1         | Lassi Karonen            | Sverige  | 7:14,64 | Q          |
| 2         | Marcel Hacker            | Tyskland | 7:26,71 | Q          |
| 3         | Law Hiu Fung             | Hongkong | 7:45,96 | Q          |
| 4         | Leandro Salvagno         | Uruguay  | 7:52,53 | Q          |
| 5         | Paul Etia Ndoumbe        | Kamerun  | 7:59,26 | SE/F       |
| 6         | Norberto Bernárdez Ávila | Honduras | 9:01,27 | SE/F       |

#### Heat 4
| Placering | Idrottare           | Land     | Tid     | Noteringar |
| --------- | ------------------- | -------- | ------- | ---------- |
| 1         | Ondřej Synek        | Tjeckien | 7:23,94 | Q          |
| 2         | Mindaugas Griskonis | Litauen  | 7:28,05 | Q          |
| 3         | Bajrang Lal Takhar  | Indien   | 7:39,91 | Q          |
| 4         | Mathias Raymond     | Monaco   | 7:51,69 | Q          |
| 5         | Chaouki Dries       | Algeriet | 7:57,65 | SE/F       |

#### Heat 5
| Placering | Idrottare         | Land           | Tid     | Noteringar |
| --------- | ----------------- | -------------- | ------- | ---------- |
| 1         | Alan Campbell     | Storbritannien | 7:14,98 | Q          |
| 2         | Peter Hardcastle  | Australien     | 7:17,74 | Q          |
| 3         | Patrick Loliger   | Mexiko         | 7:22,55 | Q          |
| 4         | Ken Jurkowski     | USA            | 7:25,13 | Q          |
| 5         | Ruslan Naurzaliev | Uzbekistan     | 7:58,43 | SE/F       |

#### Heat 6
| Placering | Idrottare        | Land             | Tid     | Noteringar |
| --------- | ---------------- | ---------------- | ------- | ---------- |
| 1         | Olaf Tufte       | Norge            | 7:20,20 | Q          |
| 2         | Sjoerd Hamburger | Nederländerna    | 7:27,05 | Q          |
| 3         | Aly Ibrahim      | Egypten          | 7:43,70 | Q          |
| 4         | Wang Ming-Hui    | Kinesiska Taipei | 7:46,83 | Q          |
| 5         | Rodrigo Ideus    | Colombia         | 7:56,85 | SE/F       |

### Kvartsfinaler

#### Kvartsfinal 1
| Placering | Idrottare       | Land           | Tid     | Noteringar |
| --------- | --------------- | -------------- | ------- | ---------- |
| 1         | Marcel Hacker   | Tyskland       | 6:48,85 | SA/B       |
| 2         | Alan Campbell   | Storbritannien | 6:52,74 | SA/B       |
| 3         | Andre Vonarburg | Schweiz        | 7:02,29 | SA/B       |
| 4         | Oscar Vasquez   | Chile          | 7:06,61 | SC/D       |
| 5         | Mathias Raymond | Monaco         | 7:11,66 | SC/D       |
| 6         | Aly Ibrahim     | Egypten        | 7:24,77 | SC/D       |

#### Kvartsfinal 2
| Placering | Idrottare           | Land      | Tid     | Noteringar |
| --------- | ------------------- | --------- | ------- | ---------- |
| 1         | Olaf Tufte          | Norge     | 6:53,59 | SA/B       |
| 2         | Mindaugas Griskonis | Litauen   | 6:54,47 | SA/B       |
| 3         | Ioannis Christou    | Grekland  | 6:58,28 | SA/B       |
| 4         | Patrick Loliger     | Mexiko    | 7:04,30 | SC/D       |
| 5         | Anderson Nocetti    | Brasilien | 7:23,68 | SC/D       |
| 6         | Leandro Salvagno    | Uruguay   | 7:26,85 | SC/D       |

#### Kvartsfinal 3
| Placering | Idrottare        | Land             | Tid     | Noteringar |
| --------- | ---------------- | ---------------- | ------- | ---------- |
| 1         | Ondřej Synek     | Tjeckien         | 6:50,23 | SA/B       |
| 2         | Tim Maeyens      | Belgien          | 6:52,70 | SA/B       |
| 3         | Peter Hardcastle | Australien       | 7:00,09 | SA/B       |
| 4         | Andrei Jämsä     | Estland          | 7:05,48 | SC/D       |
| 5         | Wang Ming-Hui    | Kinesiska Taipei | 7:17,08 | SC/D       |
| 6         | Law Hiu Fung     | Hongkong         | 7:29,21 | SC/D       |

#### Kvartsfinal 4
| Placering | Idrottare          | Land          | Tid     | Noteringar |
| --------- | ------------------ | ------------- | ------- | ---------- |
| 1         | Mahé Drysdale      | Nya Zeeland   | 6:50,18 | SA/B       |
| 2         | Lassi Karonen      | Sverige       | 6:50,40 | SA/B       |
| 3         | Ken Jurkowski      | USA           | 6:53,26 | SA/B       |
| 4         | Sjoerd Hamburger   | Nederländerna | 6:57,24 | SC/D       |
| 5         | Bajrang Lal Takhar | Indien        | 7:19,01 | SC/D       |
| 6         | Santiago Fernández | Argentina     | 7:27,60 | SC/D       |

### Semifinaler E/F

#### Semifinal E/F 1
| Placering | Idrottare                | Land       | Tid     | Noteringar |
| --------- | ------------------------ | ---------- | ------- | ---------- |
| 1         | Mohsen Shadi             | Iran       | 7:20,34 | FE         |
| 2         | Rodrigo Ideus            | Colombia   | 7:29,71 | FE         |
| 3         | Ruslan Naurzaliev        | Uzbekistan | 7:35,12 | FE         |
| 4         | Norberto Bernárdez Ávila | Honduras   | 8:29,65 | FF         |

#### Semifinal E/F 2
| Placering | Idrottare                  | Land      | Tid     | Noteringar |
| --------- | -------------------------- | --------- | ------- | ---------- |
| 1         | Dhison Alexander Hernandez | Venezuela | 7:18,85 | FE         |
| 2         | Paul Etia Ndoumbe          | Kamerun   | 7:29,68 | FE         |
| 3         | Chaouki Dries              | Algeriet  | 7:34,84 | FE         |
| 4         | Matthew Lidaywa Mwange     | Kenya     | 7:49,17 | FF         |

### Semifinaler C/D

#### Semifinal C/D 1
| Placering | Idrottare          | Land             | Tid     | Noteringar |
| --------- | ------------------ | ---------------- | ------- | ---------- |
| 1         | Patrick Loliger    | Mexiko           | 7:15,53 | FC         |
| 2         | Oscar Vasquez      | Chile            | 7:17,17 | FC         |
| 3         | Aly Ibrahim        | Egypten          | 7:20,73 | FC         |
| 4         | Bajrang Lal Takhar | Indien           | 7:23,00 | FD         |
| 5         | Wang Ming-Hui      | Kinesiska Taipei | 7:23,75 | FD         |
| 6         | Law Hiu Fung       | Hongkong         | 7:32,61 | FD         |

#### Semifinaler C/D 2
| Placering | Idrottare          | Land          | Tid     | Noteringar |
| --------- | ------------------ | ------------- | ------- | ---------- |
| 1         | Sjoerd Hamburger   | Nederländerna | 7:10,06 | FC         |
| 2         | Andrei Jämsä       | Estland       | 7:16,38 | FC         |
| 3         | Anderson Nocetti   | Brasilien     | 7:18,78 | FC         |
| 4         | Leandro Salvagno   | Uruguay       | 7:32,83 | FD         |
| 5         | Mathias Raymond    | Monaco        | 7:33,06 | FD         |
|           | Santiago Fernández | Argentina     | DNS     | DNS        |

### Semifinaler A/B

#### Semifinal A/B 1
| Placering | Idrottare        | Land       | Tid     | Noteringar |
| --------- | ---------------- | ---------- | ------- | ---------- |
| 1         | Lassi Karonen    | Sverige    | 6:57,28 | FA         |
| 2         | Olaf Tufte       | Norge      | 6:58,23 | FA         |
| 3         | Tim Maeyens      | Belgien    | 6:59,65 | FA         |
| 4         | Marcel Hacker    | Tyskland   | 7:03,05 | FB         |
| 5         | Andre Vonarburg  | Schweiz    | 7:14,64 | FB         |
| 6         | Peter Hardcastle | Australien | 7:32,79 | FB         |

#### Semifinal A/B 2
| Placering | Idrottare           | Land           | Tid     | Noteringar |
| --------- | ------------------- | -------------- | ------- | ---------- |
| 1         | Ondřej Synek        | Tjeckien       | 7:03,57 | FA         |
| 2         | Alan Campbell       | Storbritannien | 7:05,24 | FA         |
| 3         | Mahé Drysdale       | Nya Zeeland    | 7:05,57 | FA         |
| 4         | Ioannis Christou    | Grekland       | 7:06,02 | FB         |
| 5         | Ken Jurkowski       | USA            | 7:11,52 | FB         |
| 6         | Mindaugas Griskonis | Litauen        | 7:20,32 | FB         |

### Finaler

#### Final F
| Placering | Idrottare                | Land     | Tid     | Noteringar |
| --------- | ------------------------ | -------- | ------- | ---------- |
| 1         | Matthew Lidaywa Mwange   | Kenya    | 7:52,59 |            |
| 2         | Norberto Bernárdez Ávila | Honduras | 8:32,22 |            |

#### Final E
| Placering | Idrottare                  | Land       | Tid     | Noteringar |
| --------- | -------------------------- | ---------- | ------- | ---------- |
| 1         | Dhison Alexander Hernandez | Venezuela  | 7:05,12 |            |
| 2         | Mohsen Shadi               | Iran       | 7:06,54 |            |
| 3         | Ruslan Naurzaliyev         | Uzbekistan | 7:09,98 |            |
| 4         | Rodrgio Ideus              | Colombia   | 7:18,61 |            |
| 5         | Paul Etia Ndoumbe          | Kamerun    | 7:21,34 |            |
| 6         | Chaouki Dries              | Algeriet   | 7:32,82 |            |

#### Final D
| Placering | Idrottare          | Land             | Tid     | Noteringar |
| --------- | ------------------ | ---------------- | ------- | ---------- |
| 1         | Leandro Salvagno   | Uruguay          | 7:04,13 |            |
| 2         | Law Hiu Fung       | Hongkong         | 7:06,17 |            |
| 3         | Bajrang Lal Takhar | Indien           | 7:09,73 |            |
| 4         | Mathias Raymond    | Monaco           | 7:14,27 |            |
| 5         | Wang Ming-Hui      | Kinesiska Taipei | 7:16,28 |            |

#### Final C
| Placering | Idrottare        | Land          | Tid     | Noteringar |
| --------- | ---------------- | ------------- | ------- | ---------- |
| 1         | Sjoerd Hamburger | Nederländerna | 6:58,71 |            |
| 2         | Anderson Nocetti | Brasilien     | 7:01,54 |            |
| 3         | Patrick Loliger  | Mexiko        | 7:03,97 |            |
| 4         | Oscar Vasquez    | Chile         | 7:07,02 |            |
| 5         | Andrei Jämsä     | Estland       | 7:19,60 |            |
| 6         | Aly Ibrahim      | Egypten       | 7:26,06 |            |

#### Final B
| Placering | Idrottare           | Land       | Tid     | Noteringar |
| --------- | ------------------- | ---------- | ------- | ---------- |
| 1         | Marcel Hacker       | Tyskland   | 7:07,82 |            |
| 2         | Mindaugas Griskonis | Litauen    | 7:09,23 |            |
| 3         | Andre Vonarburg     | Schweiz    | 7:13,07 |            |
| 4         | Ioannis Christou    | Grekland   | 7:17,74 |            |
| 5         | Ken Jurkowski       | USA        | 7:22,75 |            |
| 6         | Peter Hardcastle    | Australien | 7:27,34 |            |

#### Final A
| Placering | Idrottare     | Land           | Tid     | Noteringar |
| --------- | ------------- | -------------- | ------- | ---------- |
|           | Olaf Tufte    | Norge          | 6:59,83 |            |
|           | Ondřej Synek  | Tjeckien       | 7:00,63 |            |
|           | Mahé Drysdale | Nya Zeeland    | 7:01,56 |            |
| 4         | Tim Maeyens   | Belgien        | 7:03,40 |            |
| 5         | Alan Campbell | Storbritannien | 7:04,47 |            |
| 6         | Lassi Karonen | Sverige        | 7:07,64 |            |